# Scytalopus affinis
A Scytalopus affinis a madarak osztályának verébalakúak (Passeriformes) rendjébe és a fedettcsőrűfélék (Rhinocryptidae) családjába tartozó faj.

## Rendszerezése
A fajt John Todd Zimmer amerikai ornitológus írta le 1939-ben, a Scytalopus magellanicus alfajaként, Scytalopus magellanicus affinis néven.

## Előfordulása
Az Andok nyugati részén, Peru területén honos. Természetes élőhelyei a szubtrópusi és trópusi magasan lévő gyepek, sziklás környezetben. Állandó, nem vonuló faj.

## Megjelenése
Testhossza 10 centiméter, testtömege 13-15 gramm.

## Természetvédelmi helyzete
Az elterjedési területe kicsi, egyedszáma viszont stabil. A Természetvédelmi Világszövetség Vörös listáján nem fenyegetett fajként szerepel.